# Gothia Cup
Gothia Cup es un torneo de fútbol juvenil que se celebra anualmente en Gotemburgo, Suecia. En él compiten tanto niños y adolescentes de ambos sexos entre las edades de 11 a 19 años. Por número de participantes, es el torneo más grande del mundo: en 2011, participaron un total de 35 200 jugadores pertenecientes a 1576 equipos de 72 naciones diferentes. La Copa Gothia comenzó en 1975 a iniciativa de los clubes BK Häcken y GAIS Göteborg con 275 equipos participantes. El evento se celebra durante una semana en julio y es el acontecimiento importante en Gotemburgo por el número de visitantes que atrae y los ingresos que supone para la ciudad.
En YouTube, se puede encontrar el canal de la copa llamado, Gothia Cup, con la imagen de un balón azul. El canal tiene más de 200 vídeos y más de 1000 suscripciones. Contiene vídeos de las diversas finales que disputan los equipos o vídeos de entrevistas a los jugadores que conforman los equipos
El vídeo más popular es Gothia Cup Final 2008 - B16, que hasta fines de 2013 ha recibido más de 50 000 visitas, mayor cantidad de Me Gusta y menor cantidad de No Me Gusta.
Trata acerca de la final de la prestigiosa copa en 2008, por parte de las categorías inferiores del Cruzeiro Esporte Clube de Brasil quién goleó por 6-0 al Karlslunds IF HFK de Suecia

## Categorías
La Gothia Cup 2016 divide de esta manera las categorías:
- Boys11: (7 jugadores) Chicos nacidos el 01.01.05 y después.
- Boys12: (7 jugadores) Chicos nacidos el 01.01.04 y después.
- Boys13: Chicos nacidos el 01.01.03 y después
- Boys14: Chicos nacidos el 01.01.02 y después
- Boys15: Chicos nacidos el 01.01.01 y después
- Boys16: Chicos nacidos el 01.01.00 y después
- Boys18: Chicos nacidos el 01.01.98 y después
- Girls12: (7 jugadoras) Chicas nacidas el 01.01.04 y después
- Girls13: Chicas nacidas el 01.01.03 y después
- Girls14: Chicas nacidas el 01.01.02 y después
- Girls15: Chicas nacidas el 01.01.01 y después
- Girls16: Chicas nacidas el 01.01.00 y después
- Girls18: Chicas nacidas el 01.01.98 y después
- Boys17E: Chicos nacidos 01.01.99 y después que sean considerados jugadores de elite.[2]
- Girls17E: Chicas nacidos 01.01.99 y después que sean consideradas jugadoras de elite.[3]
- Kim Kallstrom Trophy: Para jugadores con capacidades diferentes.[4]

## 2016
La edición 2016 se realizará entre el 17 y el 23 de julio y tendrá como protagonistas a 1674 equipos de 81 países diferentes; se llevarán a cabo 4115 partidos.
El 80% de los partidos en la categoría de varones será entre equipos de diferente nacionalidad.
Al menos un equipos de los siguientes países se enlistaron para participar del campeonato:
| - Argelia - Argentina - Australia - Baréin - Bangladés - Bélgica - Bosnia y Herzegovina - Botsuana - Brasil - Bulgaria - Chile - Colombia - Costa Rica - Chipre - Dinamarca - Egipto - Costa de Marfil - Inglaterra - Estonia - Etiopía | - Macedonia del Norte - Filipinas - Finlandia - Emiratos Árabes Unidos - Francia - Georgia - Ghana - Grecia - Guatemala - Guernsey - Países Bajos - Hong Kong - India - Indonesia - Irak - Irlanda - Italia - Islandia - Japón - Jordania | - Canadá - Kenia - China - Croacia - Kuwait - Letonia - Líbano - Lituania - Luxemburgo - Malasia - Marruecos - México - Mozambique - Noruega - Austria - Palestina - Perú - Polonia - Portugal - Rumania | - Rusia - Santo Tomé y Príncipe - Suiza - Singapur - Escocia - Eslovenia - España - Suecia - Sudáfrica - Corea del Sur - Tailandia - República Checa - Túnez - Turquía - Alemania - Ucrania - Hungría - Estados Unidos - Uzbekistán - Gales - Zambia |

### Equipos Latinoamericanos
Argentina
- LEFIS Córdoba [Boys18]
- CEF 18 Tucumán [2 conjuntos en Boys15; 2 conjuntos en Boys12]

 Chile
- Sangre Chilena FC [Boys18]

 Brasil
- Pequeninos do Jockey [Boys14;Boys15]
- Euro Sports Brasil [Boys15;Boys16]
- Space Ordin [Boys13;2 conjuntos en Boys15;Boys18]
- Interesporte [Boys12]
- Ramajac FC [Boys14]

 Perú
- Escuela Nederland [Boys12]
- Cantolao AD [Boys11]
- Markham School [Boys11;Girls16]

 Colombia
- Club Deportivo Lyon FC [Boys18]

 Guatemala
- La Academia [Boys11;Boys12;Boys13;Boys18]

 México
- CA Intercups México [Boys11;2 conjuntos en Boys12;Boys13;Boys16]
- A.S. México [Boys12;Boys13;Boys14]
- La Herradura AC [Boys13]
- Colegio Once México [Boys13]
- Pumas Oro Monterrey [Boys12]